# Køng (Vordingborg)
Køng is een plaats in de Deense regio Seeland, gemeente Vordingborg. De plaats telt 985 inwoners (2008).